# Triumphpforte

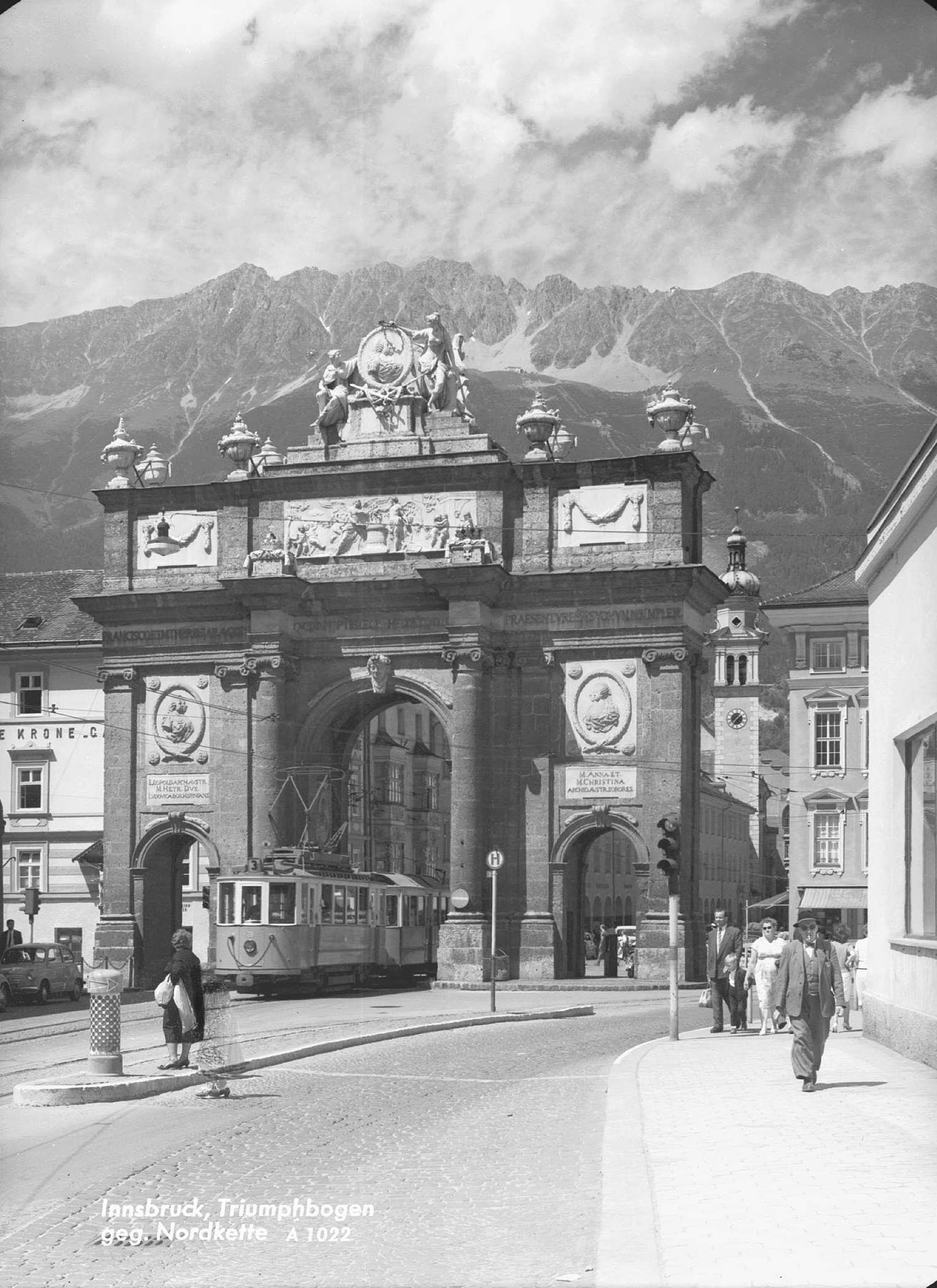
Triumphpforte, 1960

El Triumphpforte  (‘Puerta del Triunfo’ en alemán) en un arco de triunfo de la ciudad de Innsbruck, Tirol (Austria). Se trata de uno de los hitos más reconocibles de la ciudad, ubicado en el extremo sur de la muy frecuentada Maria-Theresien-Straße, que en el momento de la construcción del arco era la calle más al sur de la ciudad.

## Historia
El Triumphpforte fue construido en 1765 con motivo de la boda del archiduque Leopoldo, segundo hijo de María Teresa I de Austria y el emperador del Sacro Imperio Francisco Esteban de Lorena, con la princesa española María Luisa de Borbón, el 5 de agosto de 1765. Poco después de su construcción, a causa de la inesperada muerte del emperador Francisco Esteban menos de dos semanas después de la boda, se incorporaron a la estructura también motivos conmemorativos. Como resultado, el lado sur del arco relata la boda de la joven pareja, mientras que su lado norte está dedicado a la memoria del emperador.
Contrariamente a la práctica habitual de la época, se decidió construir el arco de Innsbruck con piedra en lugar de madera. Para ello se reutilizaron bloques rectangulares de brecha, procedentes de una demolida puerta de la ciudad que daba a la salida hacia la actual Maria-Theresien-Straße desde el casco antiguo. Las obras originales de 1765 se realizaron por Constantin Walter y Johann Baptist Hagenauer, y en 1774 los relieves realizados por Hagenauer fueron reelaborados por Balthasar Ferdinand Moll en mármol.

## Arquitectura
Las decoraciones en relieve incluyen tanto imágenes y símbolos heráldicos y estatales de los Habsburgo, como representaciones de personas y eventos concretos:
- La birreta archiducal austríaca con la insignia de la Orden del Toisón de Oro.
- La Corona de San Venceslao de Bohemia con la insignia de la Orden de San Esteban de Hungría.
- Una representación de los emperadores María Teresa y Francisco Esteban llevando una corona de laurel y medallones con imágenes de los dos.
- Un retrato de perfil de los novios, el archiduque Leopoldo y la princesa María Luisa.
- Retratos de la duquesa Carolina de Lorena y el duque Carlos de Lorena, primos del emperador Francisco Esteban.

## Galería

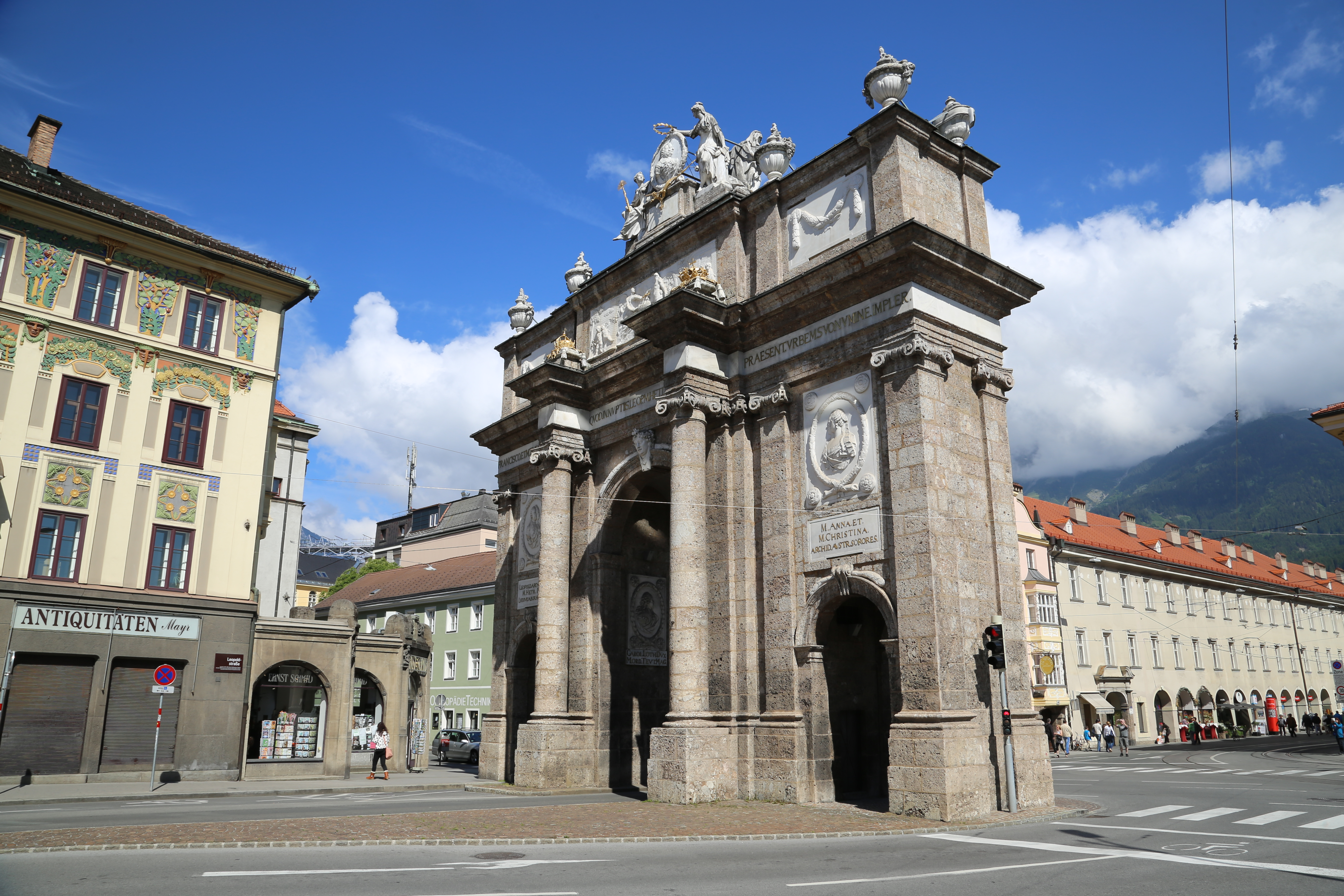
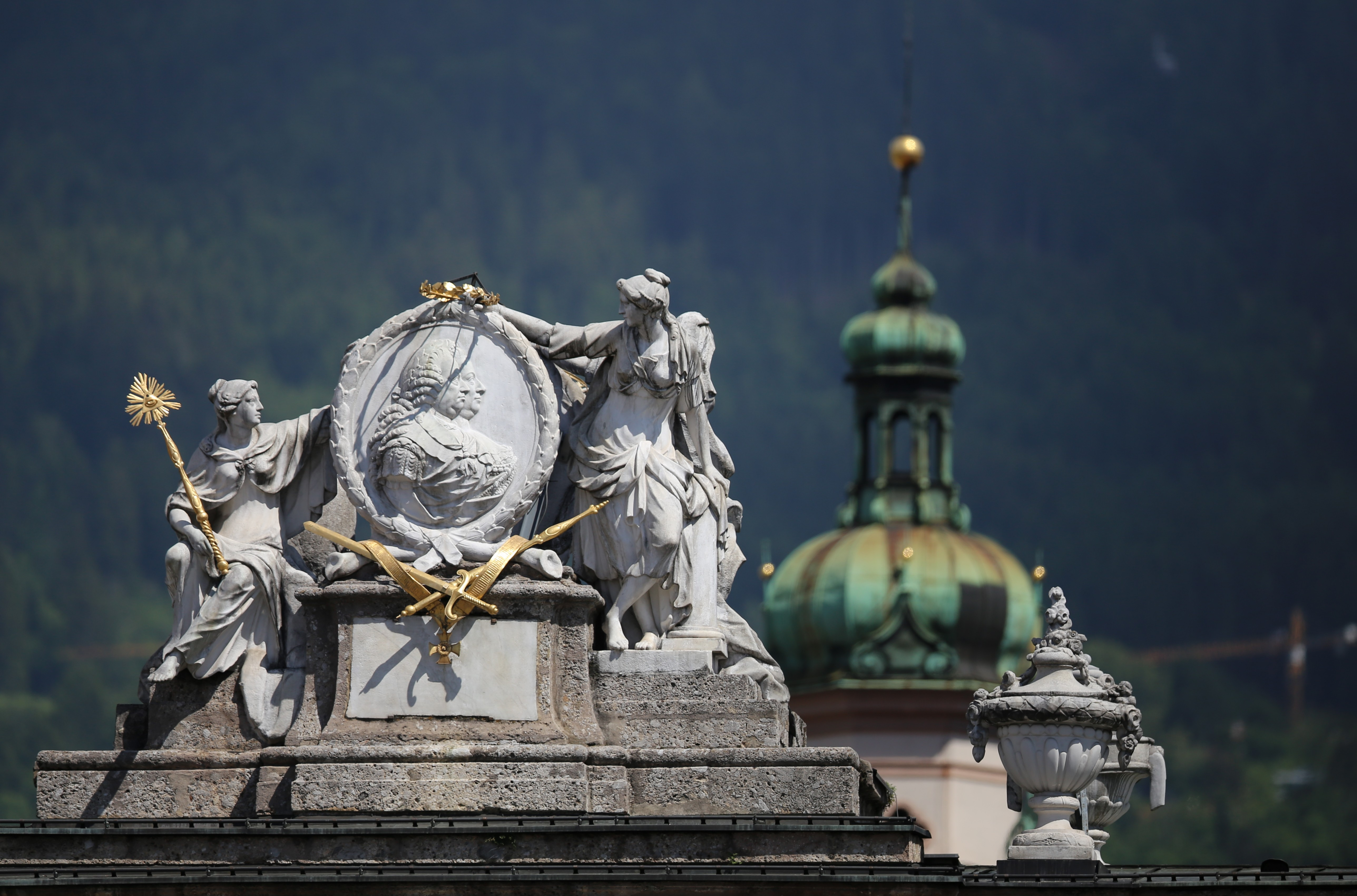
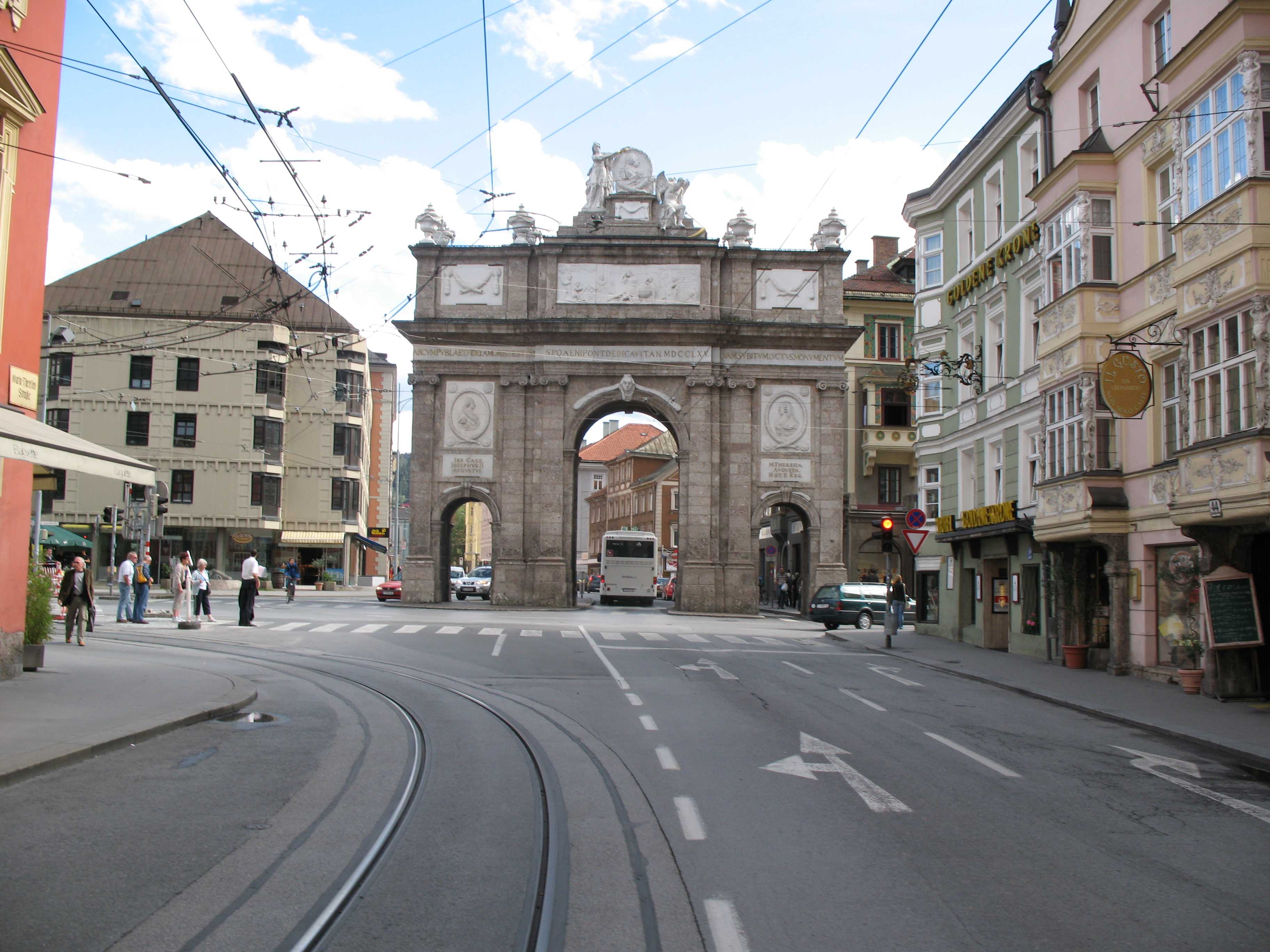
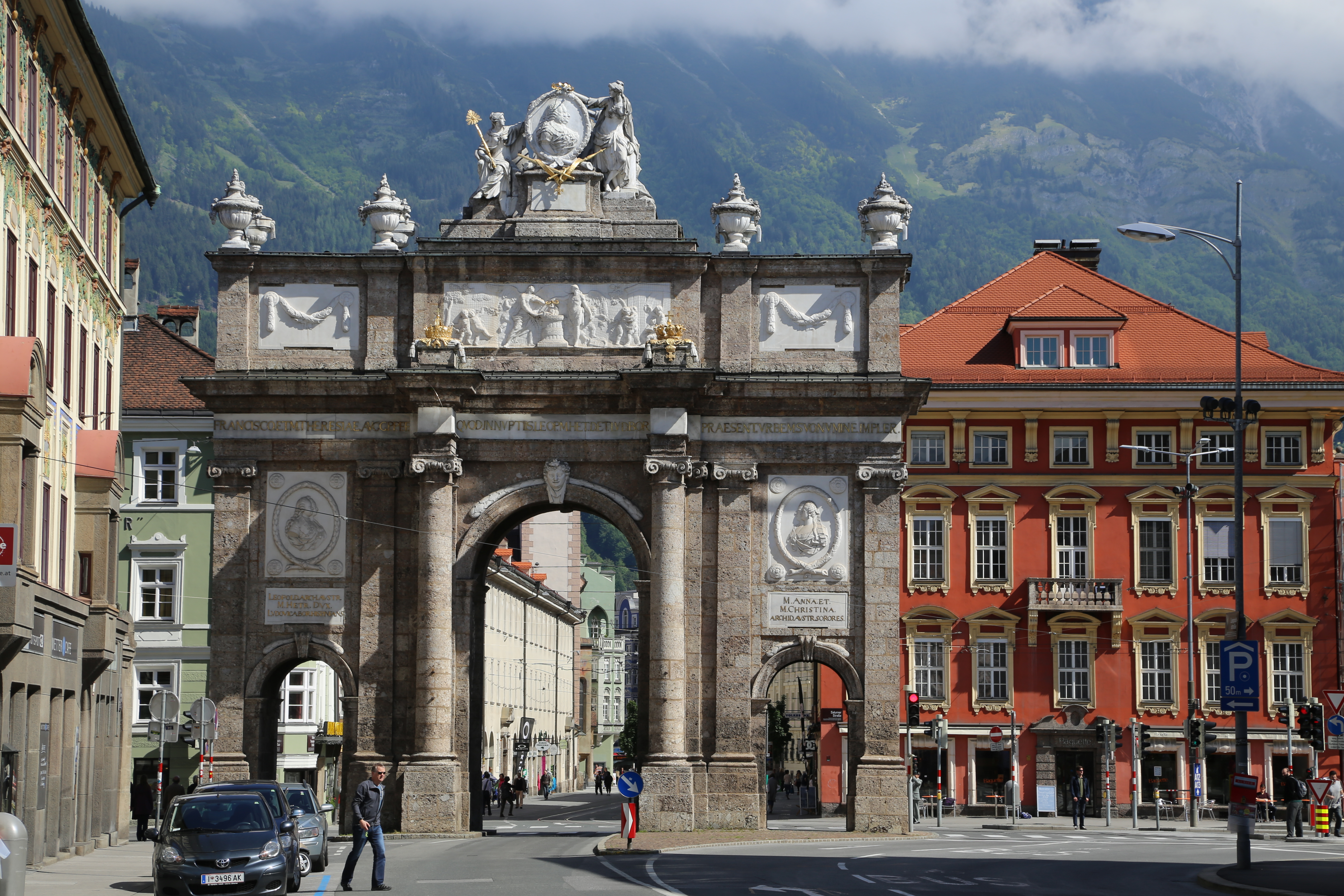
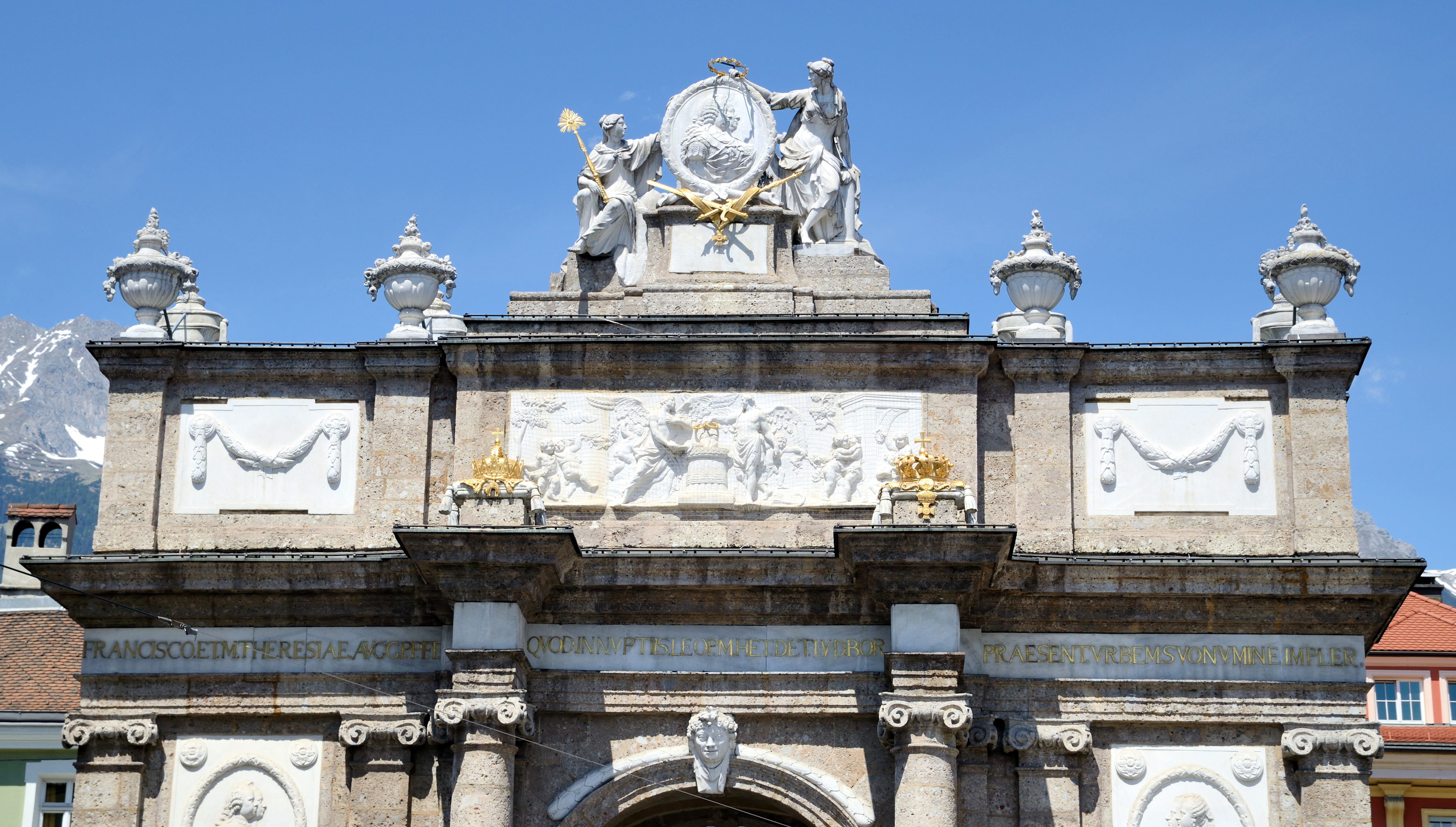
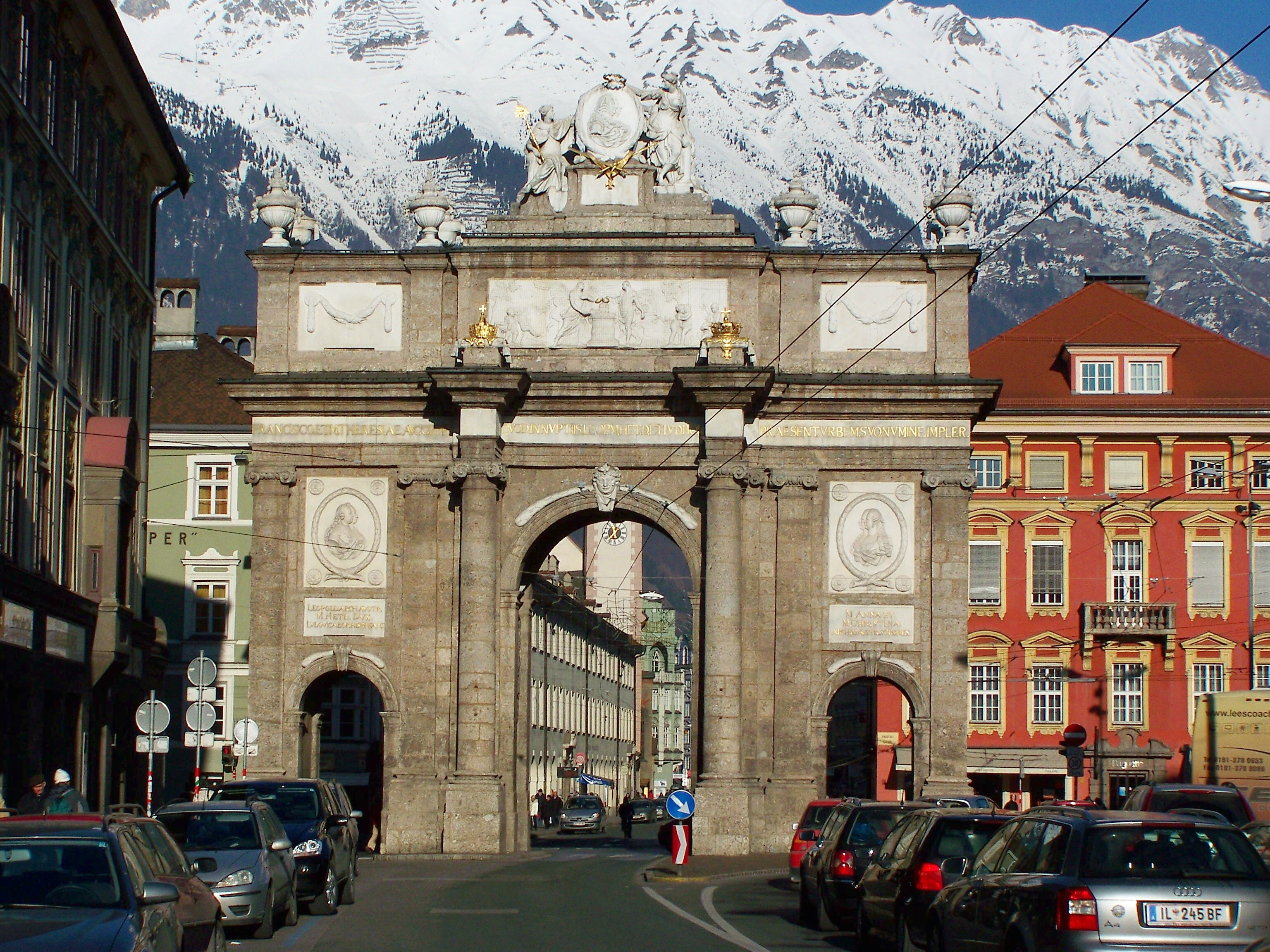